# La Flèche (tyúkfajta)
A La Flèche vagy más néven ördögtyúk egy francia tyúkfajta.

## Fajtatörténet
Ez a fajta egy nagyon öreg francia eredetű tyúkfajta. Felmenői között bóbitás tyúkfajták is voltak.

## Fajtabélyegek, színváltozatok
Nyaka erős, hosszú. Háta széles, hosszú, hátrafelé enyhén lefelé ívelő. Válla erős. Szárnyak hosszúak, erősek, melyeket szorosan a testhez simulva viseli. Farktollazata hosszú, széles tollakból áll, magasan tartott. Melltájéka széles. Feje közepes méretű, széles, megvastagodott bőrrel. Arca piros, kicsi tollacskákkal borított. Taraja 2-3 cm hosszú kétágú szarvacskataraj típus. Toroklebenye hosszú, széles. Füllebenye nyújtott, mandula alakú, fehér. Szemek nagyok, vörösek. Csőr közepes méretű. Combja és a csüd hosszú, erős felépítésű. Ujjak nem túl keskenyek.
Színváltozatok: Fekete, fehér, kék, gyöngyszürke, szegett.

## Tulajdonságok
Korán ivarérett, testfelépítése kissé megnyúlt. Érdekessége a szarvtaraj, élénk természetű.
| Általános tulajdonságok: | Általános tulajdonságok:                                                     |
| ------------------------ | ---------------------------------------------------------------------------- |
| Tömege                   | kakas 3,5 kg, tojó 2,5-3 kg (törekednek a kakas 4 kg, tojó 3,5 kg elérésére) |
| Gyűrűmérete              | kakas 20, tojó 18                                                            |
| Tenyésztojás tömege      | 60 g (törekednek a 65-75 g elérésére)                                        |
| Tojáshéj színe           | fehér                                                                        |
| Éves tojáshozama         | 160 db                                                                       |